# Maestà de Massa Marittima
La Maestà de Massa Marittima est une peinture à la tempera et à l'or sur panneau d'Ambrogio Lorenzetti (161x209 cm), datée de 1335 environ et conservée au musée d'Art sacré de Massa Marittima, en Toscane. C'est l'une de ses premières œuvres allégoriques majeures.
C'est l'une des trois grandes Vierges en majesté ( Maestà en italien) réalisées par cet artiste : les deux autres sont peintes à fresque dans la chapelle de San Galgano de Montesiepi (province de Sienne ) et dans l'église de Sant'Agostino de Sienne .
Une autre Maestà de Massa Marittima, également de l'école siennoise du XIVe siècle, peinte par Duccio, se trouve dans la cathédrale de cette ville.

## Historique
La Maestà a été peinte pour l'église augustine de San Pietro all'Orto à Massa Marittima. On le déduit surtout de la présence dans l'œuvre de saint Augustin (debout à gauche de la Vierge), ainsi que des trois saints Jean l'Évangéliste, Pierre et Paul, qui siègent en position d'honneur à droite de la Vierge et à qui l'église était dédiée.
La Maestà pourrait aussi avoir été peinte pour l'église voisine et plus grande de Sant'Agostino, mais cette dernière était encore en construction au moment de la peinture et c'est surtout le placement de la figure de saint Augustin dans une position non prééminente qui fait écarter cette hypothèse. Cependant, il ne peut être totalement exclu que l'œuvre ait été placée dans cet édifice.
On perd les traces du tableau à partir du 17e siècle et ce n'est qu'en 1867 qu'il a été retrouvé, divisé en cinq parties, dans le grenier de l'église de Sant'Agostino, sans la prédelle, ni les flèches et la corniche. Après avoir été restauré, il a été placé dans le siège du Palazzo del Comune, puis exposé dans la pinacothèque du Palazzo del Podestà jusqu'à ce qu'il rejoigne le nouveau musée d'Art sacré où il se trouve encore aujourd'hui.

## Description

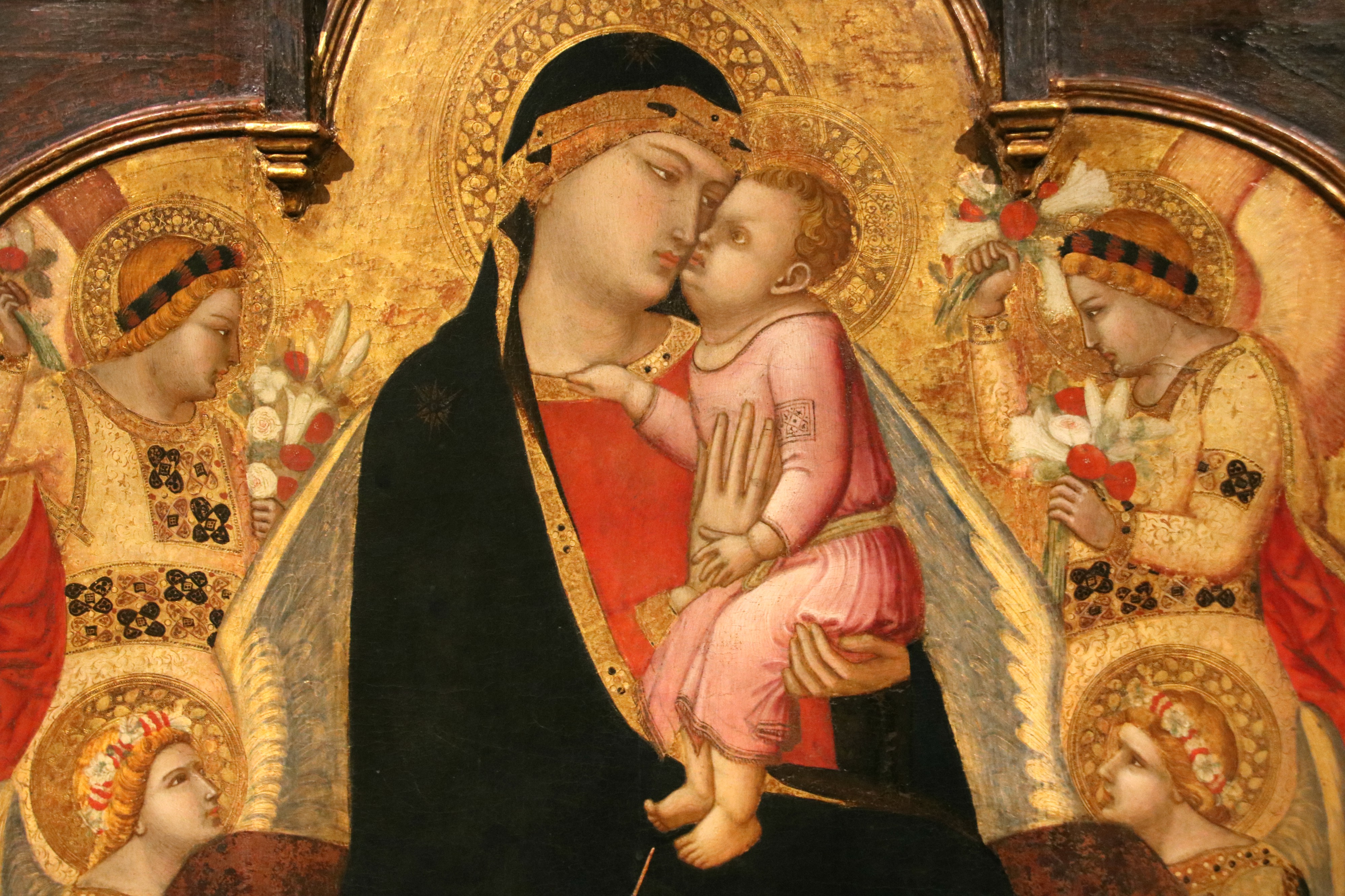
Marie et l'enfant Jésus

Au centre se trouve Marie, assise sur un trône avec l'enfant Jésus dans ses bras. 
Seules les trois marches servant de soubassement au trône sont visibles, tandis que l'assise et le dossier sont apparemment absents : le trône devient donc composé uniquement de coussins soutenus par des anges. Au premier plan, sur les marches, sont assises les personnifications des trois vertus théologales.
Sur les côtés des marches, au premier plan, trois anges à gauche et trois anges à droite portent, agenouillés, des instruments de musique et des encensoirs. De chaque côté du trône lui-même se trouvent quatre autres anges, deux tenant les coussins du trône et deux autres jetant des fleurs. Comme dans d'autres tableaux, Ambrogio Lorenzetti souligne l'humanité de la relation entre la mère et l'enfant, Marie saisissant avec énergie l'enfant, joue contre joue avec un échange de regards rapproché. 
Tous les autres personnages en pied sont des prophètes, saints et patriarches présents en grand nombre. Sur la gauche, derrière les trois anges agenouillés, on reconnaît quatre saints sur la première rangée (en partant de la Vierge) : saint Basile, saint Nicolas de Bari, saint François d'Assise et sainte Catherine d'Alexandrie. Derrière eux, on trouve saint Jean l'Évangéliste, saint Pierre, saint Paul et deux saints non identifiés. À droite, derrière les anges musiciens, se tiennent saint Benoît, saint Antoine le Grand, saint Augustin et saint Cerbone (saint patron de Massa Marittima, à qui la cathédrale est dédiée) reconnaissable aux oies à ses pieds. Derrière eux nous trouvons les évangélistes Matthieu, Marc et Luc, avec deux saints non identifiés. Derrière ces visages on aperçoit les auréoles d'autres personnages et, sous les arcs en ogive au fond, diverses autres figures, que l'on peut considérer comme des apôtres, des prophètes et des patriarches.
Cette accumulation de personnages permet de garantir la présence de tous ceux qui ont fait l'histoire de l'Église à l'événement de la naissance de Jésus-Christ.

Détails
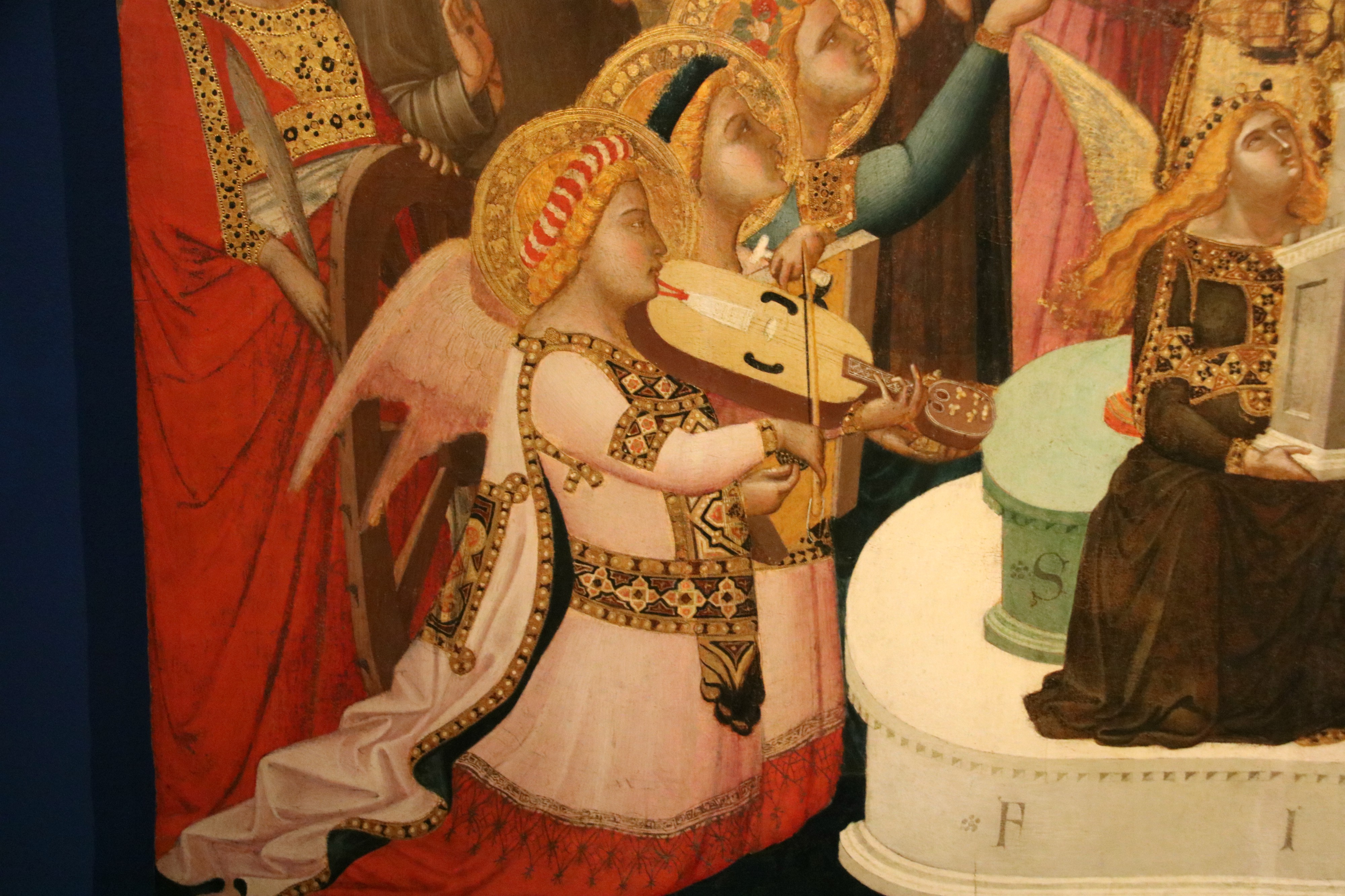
Des anges musiciens
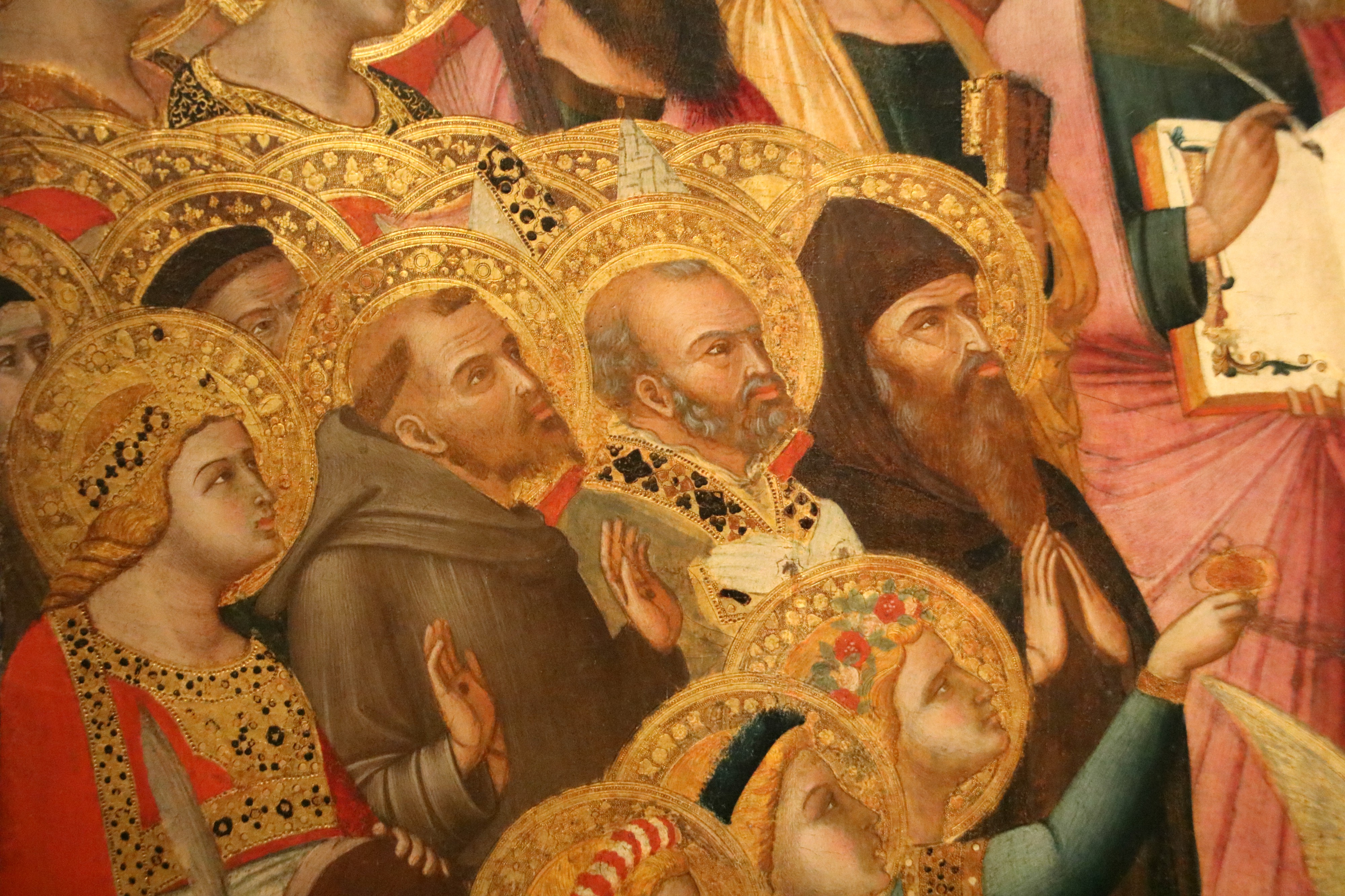
Les saints Basile, Nicolas de Bari, François d'Assise et Catherine d'Alexandrie (de droite à gauche)
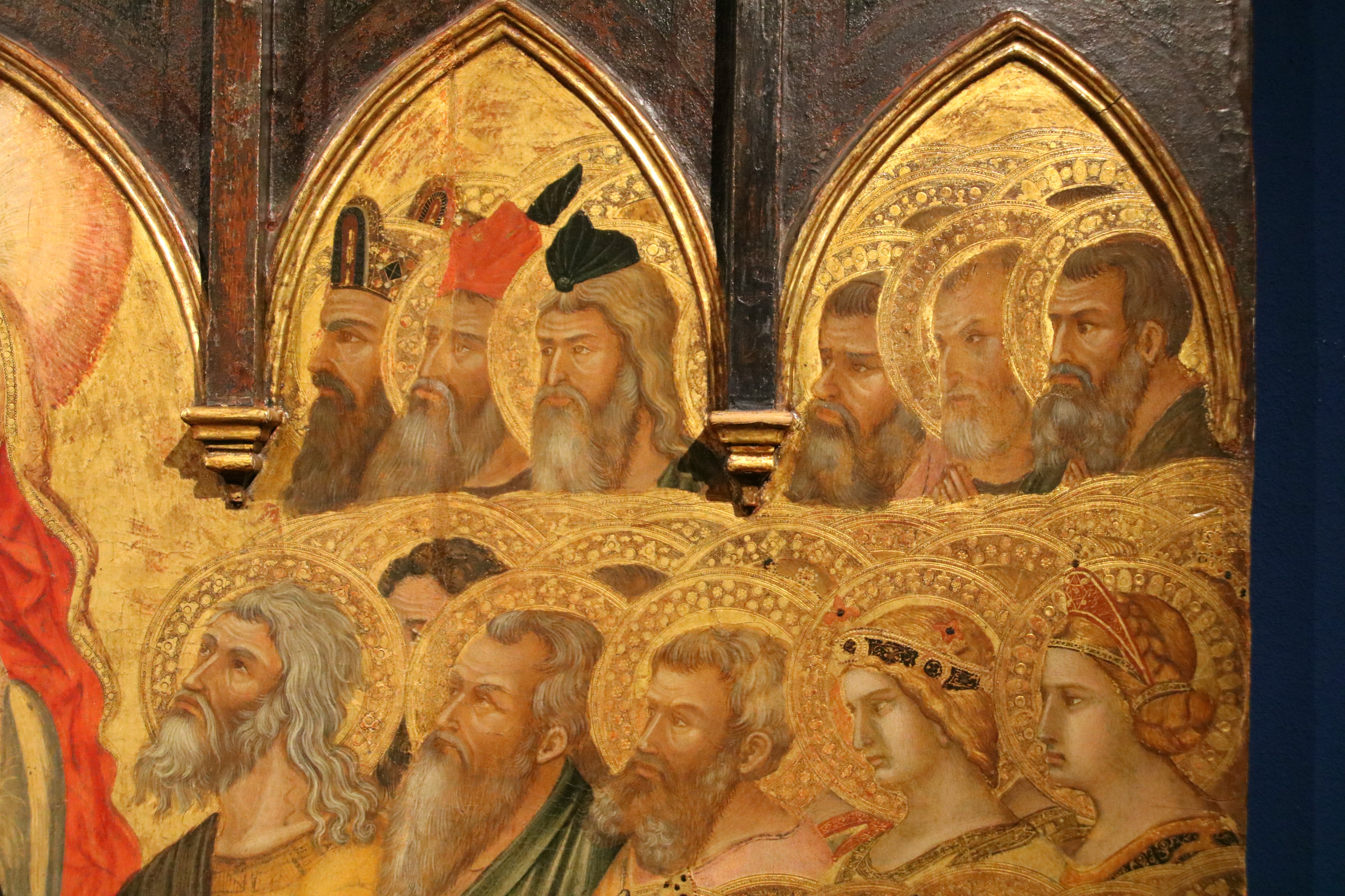
Trois évangélistes et autres personnages
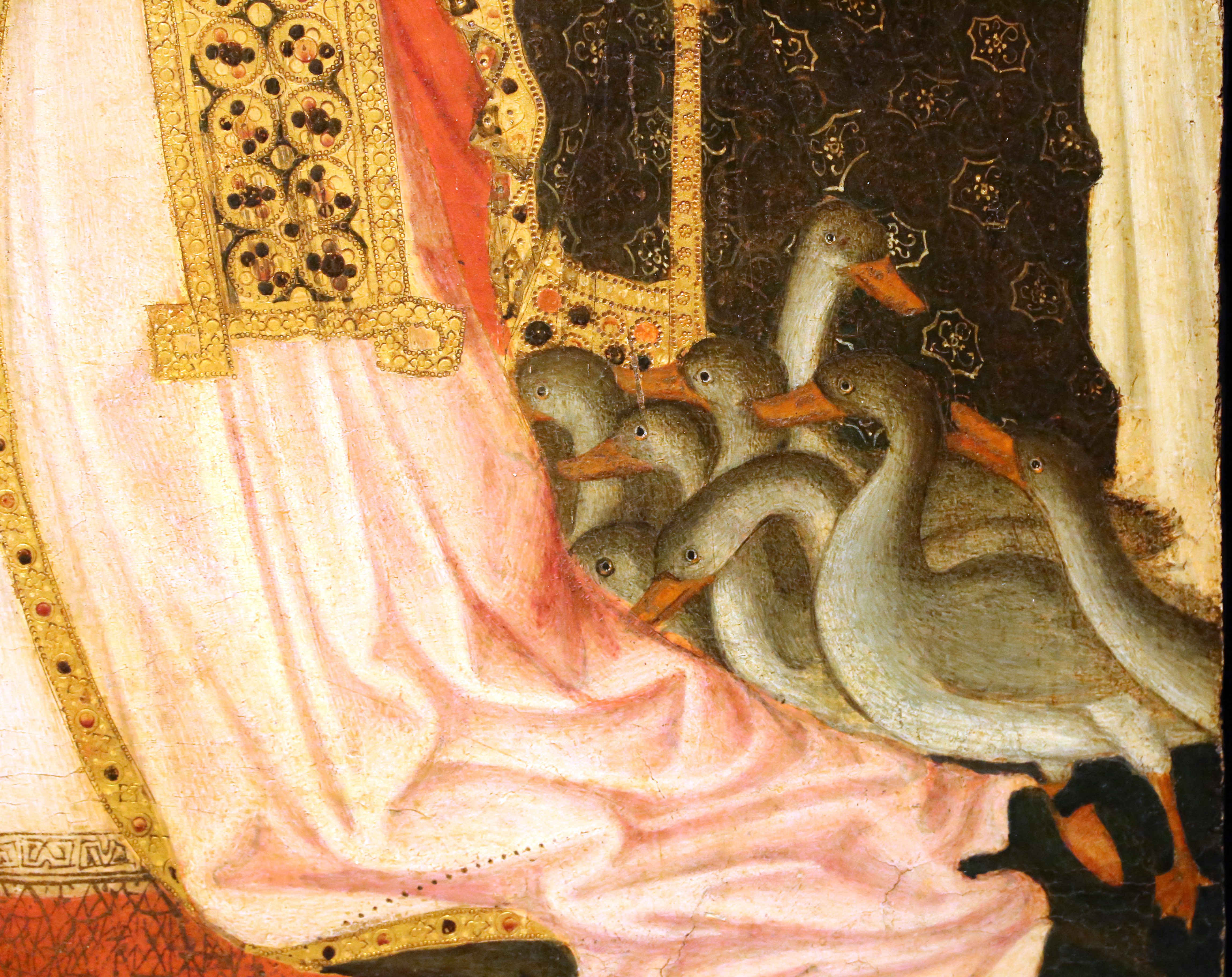
Les oies de saint Cerbone

### Les vertus
Au pied du trône se trouvent les personnifications des trois vertus théologales, c'est-à-dire la Foi, l'Espérance et la Charité, assises comme l'indiquent les inscriptions sur les marches inférieure, médiane et supérieure menant au trône. Alors qu'on a longtemps pensé qu'il s'agissait de la première représentation de cette scène, Millard Meiss a identifié le thème des trois vertus théologales sur les marches du trône de la Vierge dans une œuvre du maître du retable Stefaneschi.
La Foi est vêtue de blanc et tient à la main un tableau ou un miroir sur lequel on voit deux visages. Si le miroir est habituellement l'attribut de la Prudence, il peut ici rappeler les mots de Paul de Tarse selon lesquels la Foi donne accès à ce qui n'est pas visible. Ces visages pourraient être les deux membres de la Trinité non présents sur le tableau, ou encore ils pourraient représenter la Trinité tout entière, la colombe du Saint-Esprit ayant aujourd'hui disparu.
L'Espérance porte une robe verte et regarde vers le haut, en direction de Dieu, en tenant dans sa main une maquette de tour élevée qui symbolise l'Église. 
La Charité se tient enfin au centre, sur la troisième marche, et est vêtue comme il est d'usage de rouge, tenant le cœur enflammé de l'amour divin et une flèche avec laquelle elle semble diriger le concert des anges. La robe transparente et la beauté avec laquelle elle est représentée, le cœur qu'elle tient dans la main gauche et la flèche dans la main droite sont des attributs hérités de l'art classique, typiques des représentations de Vénus : saint Augustin utilise précisément l'image de la flèche et du cœur enflammé pour décrire la charité divine, qui, selon Gilbert de Hoyland, « va jusqu'à l'amour de Dieu, le pénètre comme un verrou, lui transperce le cœur ».
Si la Charité est la plus grande des trois vertus théologales, comme l'écrit Paul de Tarse dans un célèbre passage de la première épître aux Corinthiens, et se tient donc sur la marche la plus élevée, la Foi est le fondement et la cause des autres vertus ; elle occupe donc la marche inférieure. De même, selon la définition de Pierre le Chantre, la foi construit les fondations de l'édifice ecclésial, l'Espérance élève jusqu'au ciel l'Église, symbolisée par la lourde tour qu'elle soutient, tandis que la Charité concrétise les actes de l'Église et, par amour pour Dieu le Père donne son amour au prochain.

Les vertus théologales
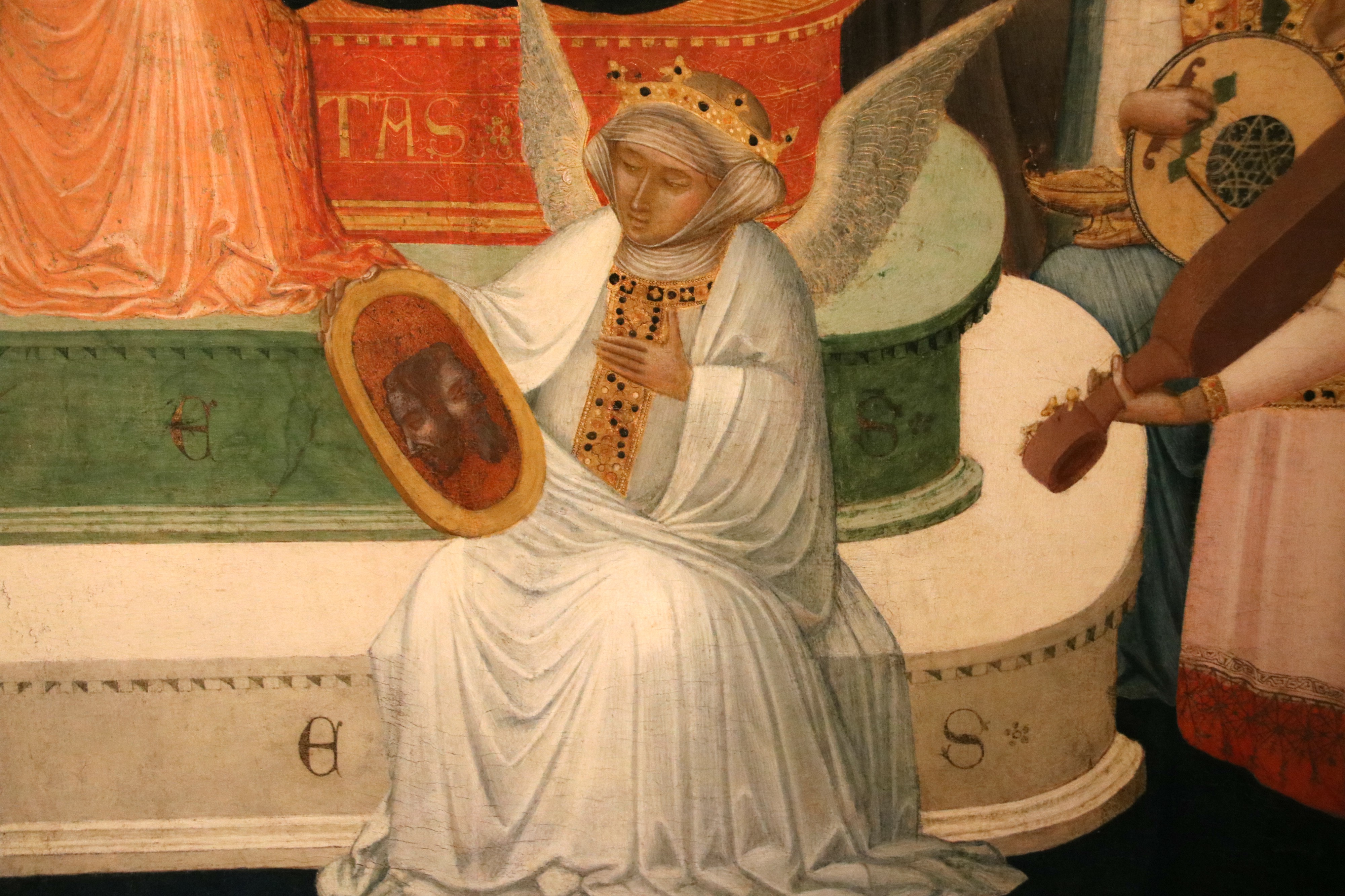
La Foi
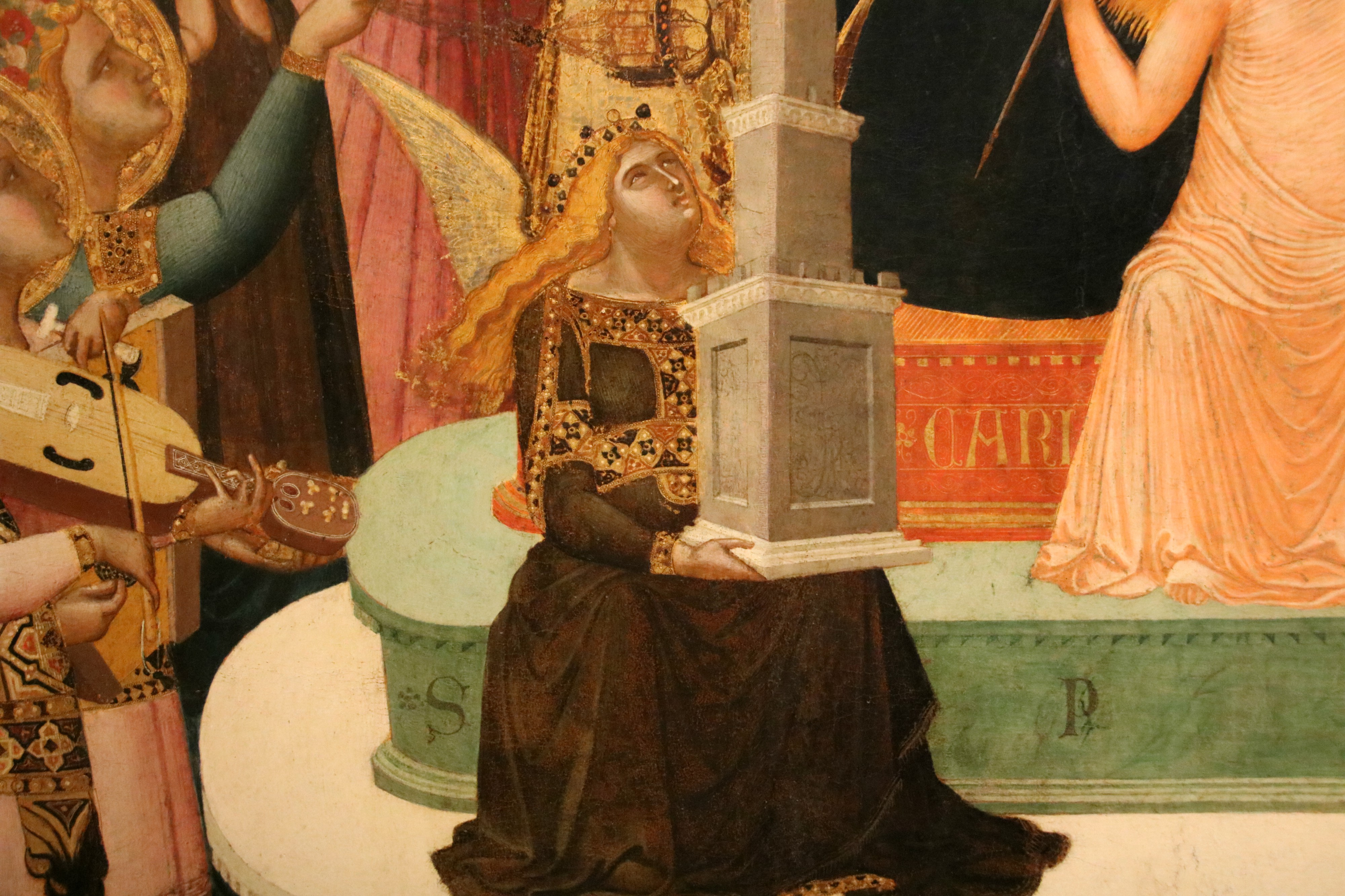
L'Espérance
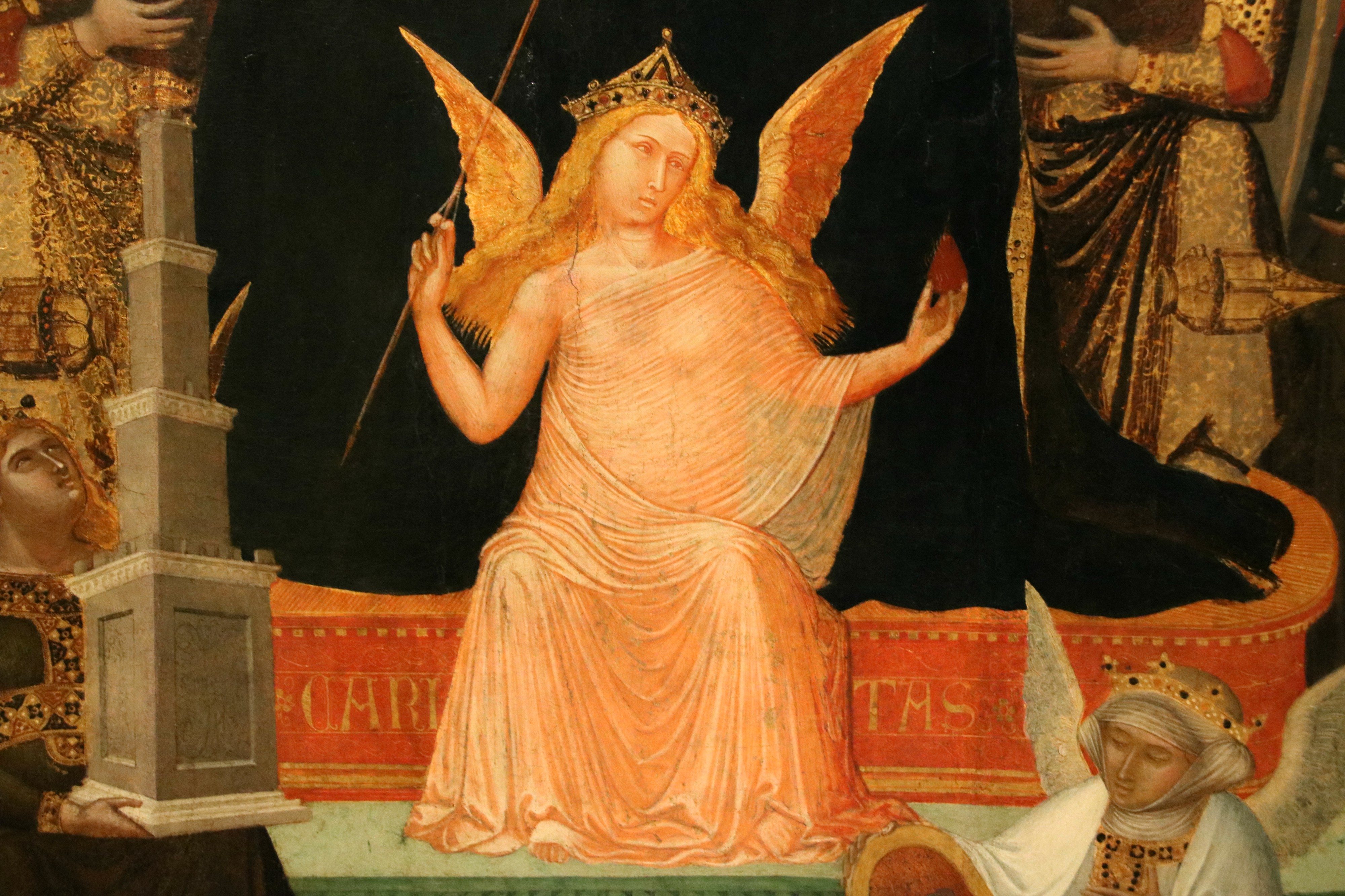
La Charité

## Style
L'œuvre n'est pas une Vierge en majesté traditionnelle. L'accumulation des personnages autour du trône charge l'événement de la naissance de Jésus-Christ d'une signification historique, étant cet événement dont tous ceux qui ont fait l'histoire de l'Église ont été témoins. De plus, la présence, l'iconographie et la disposition des trois vertus théologales enrichissent la portée allégorique de l'œuvre.
Vers 1335, le style d'Ambrogio Lorenzetti connaît une évolution. Aux figures en volume du début des années 1330, déjà bien situées dans l'espace et rendues avec une excellente utilisation du clair-obscur, mais peut-être encore un peu trop statiques (comme on le constate dans le triptyque de San Procolo de 1332 qui se trouve à la galerie des Offices à Florence), le peintre passe à des personnages dont la posture est plus détendue et naturelle, même lorsqu'ils ne sont pas en mouvement. Le même constat vaut pour les trois vertus théologales assises sur les marches du trône, pour les anges et pour la figure de saint François, tandis que d'autres figures sont encore statiques et rigides dans leur position. La coexistence de ces deux caractéristiques stylistiques dans l'œuvre, qui disparaîtra définitivement dans les œuvres siennoises de la seconde moitié des années 1330 et 1340, indique la transition qui s'opère dans le style de l'artiste au cours de ces années.
Les visages des personnages révèlent les physionomies typiques de Lorenzetti, contribuant ainsi, avec la charge allégorique du tableau, à ne pas susciter de doute sur la paternité de l'œuvre. Les accords chromatiques sont également très délicats, en accord avec les tons pastels parfaitement harmonisés dans l'or prédominant du fond et les nombreuses auréoles.